# El Quinto Escalón
El Quinto Escalón fue una competencia de batallas de rap, fundada y organizada en el Parque Rivadavia del barrio de Caballito en la Ciudad de Buenos Aires, Argentina. Era albergada por el rapero YSY A (Alejo Acosta) y el presentador de radio Muphasa (Matías Berner). Se disputó por primera vez el 11 de marzo de 2012, y finalizó el 11 de noviembre de 2017 con un evento en el Microestadio Malvinas Argentinas.
La competencia se realizaba los domingos de por medio (es decir un domingo si y otro no), con entrada libre y gratuita, y llegó a ser uno de los eventos de freestyle rap más renombrados de Argentina, Latinoamérica y España. Con el paso del tiempo, El Quinto Escalón terminó siendo la cuna de una nueva ola de artistas emergentes en Argentina, y se convertiría en uno de los movimientos culturales más importantes de la década en el país.

## Historia del evento

### Trasfondo y antecedentes (2002-2009)
Mucho antes del nacimiento del evento, la modalidad del freestyle y el género del rap y hip-hop nunca tuvo un alcance cultural grande en Argentina, llegando a considerarlo como foráneo y hasta contra-cultural, salvo por un breve momento de fama durante los 80 del breakdance, un estilo que acabaría desembocando en otras áreas como el hip-hop en sí. Sin embargo, en los 90 llegaría la primera camada de la "vieja escuela" del hip-hop argentino, con las apariciones de Jazzy Mel, Frost, Mike Dee y Gustavo Mustafa Aciar, más conocido como Mustafá Yoda, que empezaría a organizar los primeros eventos de hip-hop en el país, y que crearía proyectos como La Organización y Sudamétrica, la primera crew latinoamericana de improvisación, y referencia y usina de talentos de la cultura hip-hop argentina.
Otro punto clave sería el lanzamiento de la película 8 Mile en 2002, protagonizada por Eminem, el rapero más relevante del mundo en ese momento, y cuya trama sobre batallas de rap sería la principal inspiración para la creación de la primera competencia de batallas de rap en Latinoamérica en 2005, la Red Bull Batalla de los Gallos. Su primera edición celebrada en Puerto Rico sería ganada por Frescolate, un joven argentino de 23 años en ese entonces, y durante esa victoria, Mustafá sería uno de los jueces. La competencia seguiría siendo celebrada hasta su párate en 2009, que dio lugar al origen de la primera gran competencia de freestyle en plazas de Argentina, el Halabalusa.

### Primera popularización de las batallas (2010-2011)
La Primera Mancha Crew, que tenía entre sus integrantes al legendario rapero Dtoke, daría inicio al Halabalusa en 2009. Con un jurado compuesto por Nichelón, Sony y Cash, y celebrado en una especie de bosques junto a la estación de trenes de Claypole, el Hala se volvería una de las primeras competencias populares de freestyle en Argentina por la viralización de varias de sus batallas en YouTube, que atraería la atención de los jóvenes YSY A y Muphasa. Entre sus competidores, estarían personas muy importantes para el Quinto, como los raperos MKS, Wolf, o Dam.
A partir del fenómeno que fue el Halabalusa, varias competencias de esta modalidad empezarían a surgir en distintos puntos de Capital Federal, como Las Vegas Freestyle, fundada en 2011, y que daría la primera explosión de viralidad en el movimiento, con varios de sus jóvenes competidores dando sus primeros pasos ahí para luego acabar llegando al Quinto. Franco Spinetta, del diario La Nación, comenta en un artículo: "Fue un trabajo de hormiga, no planificado e inconstante, que llevó al hip hop argentino a convertirse en un movimiento consolidado, con una llegada multitudinaria todavía no aceptada por la gran industria cultural." Sudamétrica, ahora como un sello discográfico, también crearia su propia competencia a la par del Halabalusa, llamada A Cara de Perro Zoo, cuyos competidores (y también artistas del sello) como Kodigo, Sony o Tata serían inspiraciones para muchos raperos insignias del Quinto.

### Creación del Quinto y asentamiento de sus bases (2012-2015)

#### Primeros años (2012-2013)
Con los ojos puestos en las grandes competencias de ese momento, como el Halabalusa o Las Vegas, e incluso la Red Bull, Alejo Acosta decidió formar su propia competencia en su barrio en marzo de 2012, llamado El Quinto Escalón, y organizada originalmente en los cinco escalones de la escalinata de entrada al Parque Rivadavia, en la intersección de Chaco y Doblas. Con el evento siendo anunciado por Facebook, el 11 de marzo se dio la primera fecha, cuyo registro es inexistente. Recién el 7 de abril se daría la segunda, donde Alejo subió un video a YouTube promocionando el evento. En esa fecha, se sumó Matías Berner, un aspirante a músico y presentador de radio, que participó de la competición y se midió con el mismo Alejo en la final, con este último resultando ganador. En la tercera fecha, se sumó el primer competidor visitante de los que usualmente iban a participar, Wolf ,quien se coronó campeón derrotando a Muphasa. La particularidad de esa fecha es que Muphasa invitó a uno de sus amigos a presenciar el evento, Juancín, quien más tarde se volvería el juez principal de la competencia. En la cuarta, Alejo añadió un formato especial 2v2, en donde un rapero debía hacer pareja con otro para enfrentar a otros dos. Allí Wolf llevó a su hermano MKS ,uno de los raperos más destacados de Las Vegas Freestyle, y que venía de ser campeón del Halabalusa. La competencia pasó de tener solo 10 a 15 participantes a tener 24 raperos compitiendo en esa fecha. A partir de la llegada de los hermanos Mansilla, varios raperos provenientes de estas competencias empezarían a acercarse al Quinto.
Alrededor de junio, Muphasa acabó sumandose a la planificación y logística de la competencia, y consigo trajo ideas como fundar un nuevo canal de YouTube con la premisa de impulsar un producto audiovisual más atractivo al público. Además del Quinto Escalón, Muphasa y Alejo organizarían otros eventos en el barrio como Quien Habló de División? y Sonría, la estamos rapeando, donde ponían a tocar a los artistas under del momento, que establecería una fuerte reputación callejera entre los dos presentadores. Alejo empezaría a traer raperos internacionales como Dano o Foyone, que impulsarían cada vez más la popularidad del evento en Internet. Juan Ortelli, director de la revista Rolling Stone, lo describió en un artículo: "Durante esos primeros años, se gestó un ecosistema de personajes relacionados con El Quinto Escalón que cuando el boom del torneo se impuso como una realidad, se convirtieron instantáneamente en auténticas celebridades." Juancín, ya establecido como uno de los jueces permanentes del torneo, explicó que durante esa época "los jurados nos alineabamos con la idea de que ser un buen competidor no era solo tirar buenos punchlines , sino también en la complejización de las rimas". Sumado a ubicación céntrica del torneo, como lo era una plaza en Caballito, esto trajo consigo que varios raperos referentes de muchas zonas se acercaran al evento, como Klan.

#### Consolidación (2014-2015)
Entre 2014 y 2015 la competencia se establecería como la más importante de Buenos Aires, a la par de que empezarían a aparecer los primeros competidores que luego se volverían claves en la viralización del torneo, como Wos o Acru. Este último se volvería uno de los más destacados de su época, maravillando a todos con su excelente nivel y tecnisismos en la que sería la primera batalla histórica de la competencia en enero del 2014, que midió al oriundo de Tucumán contra los raperos Vaiper y Rouse, a quienes ganó con total autoridad. Desde la primera mitad de 2015, la competencia promediaba entre 30 mil y 50 mil espectadores en YouTube. A partir de la segunda mitad, la media subió a 100 mil, principalmente impulsada por la nueva camada de raperos jóvenes que le brindaron un "soplo de aire fresco" a la competencia, como Duki, Dam o Dani. A esta altura, la competencia (que aún seguía festejandose en una plaza) empezó a desplazar a torneos más consolidados (e incluso organizados en escenarios) como la BDM (Batalla de Maestros) o a Cara de Perro Zoo.

### Explosión viral del torneo (2016)
En enero del 2016, El Quinto organizaría un evento bénefico por Acru, quien debía juntar dinero para pagar una operación para su padre. Por primera vez el evento tuvo una fecha que debía ser paga. Debido a que hubo un récord de inscriptos, el torneo pasó de organizarse en los escalones a festejarse en una especie de cuadrilatero, y se tuvieron que implementar un nuevo formato y mejorar la logística y organización. La edición por Acru sería uno de los momentos más icónicos de la competencia, con varias batallas empezando a volverse fenómenos virales por aquel entonces. Raperos como Dam, Nacho o Ecko (que luego formarían el trío AugeTeam) empezaron a volverse referentes para las nuevas camadas en la escena underground. Durante la primera mitad de 2016, la batalla de Dam contra Jea y Kress por la primera fecha sería el primer punto de inflexión en el torneo, con la rima "Soy un vicio del agar.io, soy un visionario de este diccionario y mi vicio diario si que es matarte" volviendóse una de las rimas más famosas de la historia de las batallas de rap.
En julio del 2016, impulsado por una final memorable en la fecha 4 del torneo entre MKS y Underdann, el Quinto comienza a tomar dimensión de masificación y empieza a transformarse en la competencia de plazas más grande de habla hispana. Con más de 200 competidores inscritos por fecha, y un promedio de 600 espectadores, la competencia se muda al anfiteatro del Parque Rivadavia e inaugura una tercera ronda de clasificatorias, lo cual permite ampliar el cupo de inscritos y acelerar los tiempos de la competencia. Este cambio se ve acompañado por un fuerte hincapié en la concienciación por parte de la organización en varios aspectos, entre ellos el cuidado ambiental: se organizan campañas de fomento para no ensuciar el espacio público con envases plásticos o botellas. También se fomenta una improvisación sin insultos fáciles ni referencias homofóbicas o racistas y se exige un máximo respeto entre competidores.
Alrededor de esta época empezarían a aparecer competidores como Trueno, Lit Killah o Replik, que reemplazarían a la vieja escuela con la "nueva escuela". Además, El Quinto tendría una amplía mejoría audiovisual con la llegada del anfiteatro, captado a través de una cámara angular que Muphasa había comprado años antes (y que hasta el día de hoy nunca se reveló su modelo ni marca) y que le daba un toque único a la puesta en escena de los videos de las batallas. Debido a la masividad del torneo, también empezarían a aparecer personajes icónicos del torneo, como Juan Medina, ex-boxeador y antiguo bajista de Los Gardelitos, que servía como protección ante cualquier tipo de altercado que pueda suceder, Bizcarrita, un joven diseñador gráfico que representaba a los competidores de forma caricaturesca en YouTube, Iacho, el beatboxer oficial del torneo, o Luis Alcázar, quien era el tatuador al ganador de cada fecha. En el apartado de las batallas, la suma de la nueva escuela, combinado con viejos estándartes de la escena underground, y algunas apariciones de raperos históricos como Sony o Papo, que se reunian para enfrentarse entre sí de forma frecuente todos los domingos, impulsaron al Quinto Escalón a volverse uno de los movimientos más importantes en el país en esa época.
El 23 de septiembre del 2016, el torneo tendría su primera aparición en televisión abierta, pero no por un hecho del torneo en particular, sino por un incidente provocado por gente ajena a la competencia que provocó una avalancha. El altercado llegó a tener mucha repercusión, llegando a salir en noticieros como Crónica. Muphasa dio un comunicado público donde dio a entender el incidente como un "infortunio impropio del ambiente de la competencia". En ese mismo mes, El Quinto publicó un anuncio de que el 18 de diciembre se iba a producir la final nacional del torneo en escenario. La temporada 2016 acabaría coronando a MKS como campeón, y durante los últimos meses del año, varias batallas del torneo alcanzaría el millón de reproducciones en YouTube.

#### Final Nacional 2016
Los ocho mejores MCs de la temporada 2016 tuvieron acceso directo a competir en la Final Nacional del Quinto Escalón, que tuvo lugar en el salón Groove de Palermo, el 18 de diciembre de ese año. En el evento compitieron también MCs internacionales como el chileno Drose y el colombiano Valles-T. El ganador fue Wos, venciendo en la final a Klan, coronándose como el mejor competidor del año. Este hecho signficaría un antes y un después en la escena de las batallas de rap en habla-hispana, con varias competencias de escenario desembocando de esta final.

### Última temporada y final (2017)

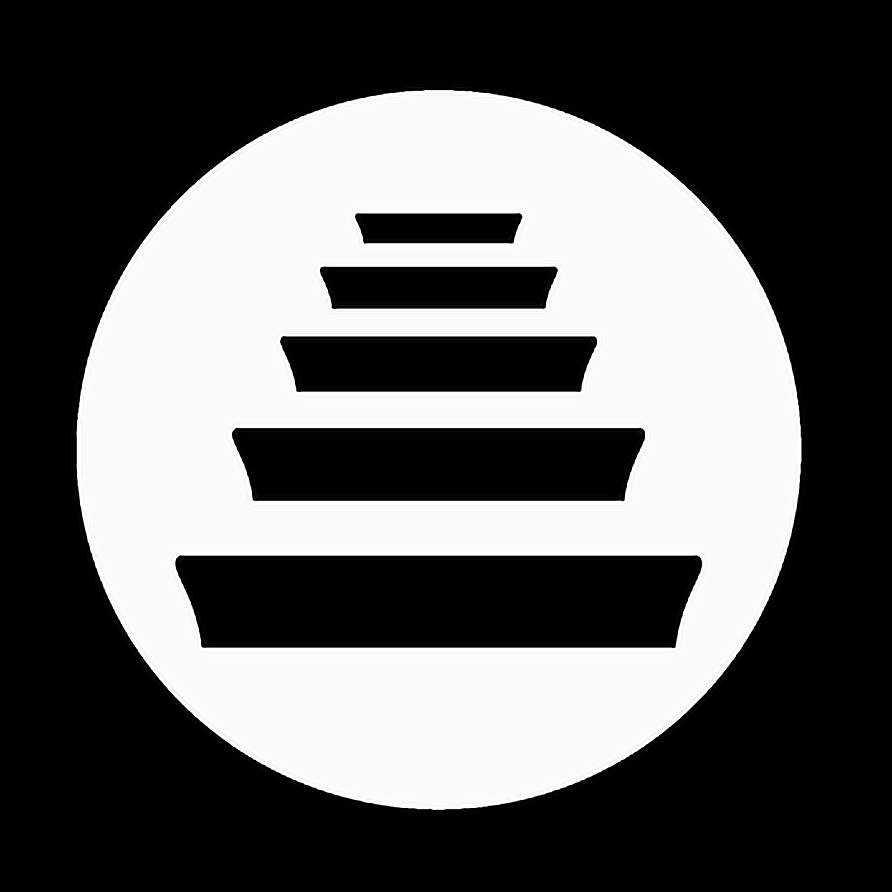
Logo de El Quinto Escalón.

Luego del año más importante de la competencia, el torneo volvería en forma de pretemporada en marzo de 2017 tras un parate por vacaciones de verano. La fecha de ese día tendría la particularidad de que sería la última vez que sería celebrada en una plaza, por culpa de la convocatoria inédita de más de 3000 personas que presenciaron el evento, con 300 raperos inscriptos. El campeón sería Sony, quien derrotaría en la final a Dani luego de dejar en el camino a Wos, el principal favorito, en semifinales. Ese mismo día contaría un hechos insólitos, como cuando en mitad de una final de 2v2 entre Duki y MKS contra Klan y RepliK una persona del público le tiraría un encendedor al primero, y con Klan aprovechando para tirar uno de los punchlines más históricos de las batallas: “No falte el respeto, ¿me oyó?/¡Que el único que maltrata a este puto esta noche soy yo!”. También se producirían las batallas más vistas del torneo, como Duki contra Paulo Londra, quienes en ese momento estaban luchando por impulsar sus carreras musicales y que tenían las canciones más escuchadas del momento, o Replik venciendo al veterano Underdann y a su rival Trueno en una modalidad de 1v2. Sin embargo, Muphasa y Alejo tomarían la decisión de mudar la competencia de plazas a escenarios, uno de los principales motivos que luego provocarían el final de la competencia, al terminar una de las esencias que hacían especial al evento. Durante ese mismo verano, Muphasa anunciaría que el empresario Mario Pergolini les ofreció financiar las fechas del torneo, y les dio la oportunidad de tener un programa de radio en Vorterix, donde varios raperos y artistas eran invitados a conversar y a realizar freestyles. La relación entre Alejo y Muphasa se iría deteriorando cada vez más a partir de esto, ya que Alejo intentaría impulsar su carrera musical bajo su seudónimo YSY A, y Muphasa embarcandose en su carrera como presentador de radio. 
En septiembre de ese año, Muphasa anunció que 2017 sería la última temporada de la competencia, alegando que YSY y él tenían visiones distintas para el torneo, y que preferían conservar su amistad. A modo de despedida se celebró un evento llamado "El Quinto Escalón: El Final", el cual se celebró el 11 de noviembre en el Microestadio Malvinas Argentinas, en donde resultó como ganador Dtoke, venciendo en la final a Wos quien buscaba retener el título. Además este evento contó con la presencia de ocho participantes internacionales: Mcklopedia, Teorema, Jony Beltran, Force, Valles-T, Dominic, Jota y Stigma. Así como también competidores con cierto renombre o prestigio en este circuito de batallas, los cuales concurrían a este encuentro a menudo, muchos provenientes de Capital Federal, del conurbano bonaerense e incluso gente de otras provincias que ocasionalmente formaba parte de alguna edición.

## Estructura de la competencia
El torneo regía sobre la base de un sistema de liga por temporadas. Daban de premio al ganador o a los ganadores de cada fecha remeras(camisetas para los españoles), gorras, tatuajes y eventualmente otorgaba clasificaciones a otras competencias de escenario o incluso entradas para shows de diversos artistas de la escena hip hop. La persona que resulte campeón de la liga obtenía un premio mayor, pero a la par de los mencionados anteriormente, al concluir la temporada.

### Clasificatorias
El Quinto escalón contaba con un cupo de inscripción de 288 competidores. En una edición 1vs1 convencional, de esos 288 competidores, se realiza la clasificatoria y quedan 32.
Las clasificatorias se dividen en tres rondas que se realizan de manera simultánea, en distintas zonas del parque, que son anunciadas el día del evento:
- Ronda A (99 competidores), 11 grupos de 9 MCs.
- Ronda B (99 competidores), 11 grupos de 9 MCs.
- Ronda C (90 competidores), 10 grupos de 9 MCs.

Los MCs se inscriben, y se les asigna una de las tres rondas. Cuando son llamados en su ronda correspondiente, estos pasan de a 9 por vez, y deben improvisar 3 compases cada uno. Después de que han rapeado los 9, el jurado vota al ganador. Puede haber réplica entre dos o más MCs. En ese caso se continúa una ronda más, con la premisa de que el último que rapeó, es el que debe comenzar ahora. En la tercera réplica se efectúa el sistema de 4x4, mediante el cual los MCs rapean cuatro compases cada uno, de manera intercalada y por tiempo indefinido, hasta que el jurado levanta la mano cuando tiene su decisión y la batalla termina.

## La competencia
El torneo se realizaba en el anfiteatro del Parque Rivadavia. Los 32 MCs clasificados se dividen en ocho llaves, 4 MCs por llave. Así se da lugar a los cuadrangulares de octavos de final. A partir de cuartos de final y hasta la final, la competencia es 1vs1 convencional. En la final, los MCs rapean 6 compases por vez, en vez de 3.

### Información adicional
- Hosts: Alejo y Muphasa
- Beatboxer: Iacho y Nube
- Jurados: Juancín, y dos variantes

### El Torneo Anual
Si bien la competencia suele tener aproximadamente veinte ediciones por año (a veces para durante enero, y a veces se suspende cuando el Parque Rivadavia está cerrado), en ocho de estas fechas se realiza "El torneo". El torneo consta de ocho fechas, y su modalidad siempre es 1vs1.
Al finalizar cada fecha, se reparten una serie de puntos a los competidores en función de la ronda a la que hayan llegado, como se muestra a continuación:
- Ganador: 5 puntos
- Finalista: 4 puntos
- Semifinalista: 3 puntos
- Cuartos de final: 2 puntos
- Octavos de final: 1 punto

Después de las 8 fechas, el MC que más puntos acumula se consagra campeón.

## Impacto cultural
El Quinto Escalón es considerado uno de los torneos más importantes y relevantes de la historia de batallas de rap en español. A pesar de representar un movimiento que no había tenido mucho peso en Argentina durante años anteriores, el Quinto significó un quiebre importante en la cultura underground argentina. Uno de los motivos más importantes de este hecho, es la visión de Matías Berner (Muphasa MC) que trajo al torneo, uno de los organizadores que se unió más tarde a la competencia, cuyas inclusiones, como lo fueron crear un canal de YouTube donde se subieran las batallas, y que los videos tuvieran una estética y una puesta en escena en particular, gracias a una cámara que el propio Berner había comprado, y cuya marca jamás reveló en ningún momento, fueron algo que no se había visto antes en competencias amateurs de Argentina. Esto, unido al carisma explosivo de la conducción de Alejo Acosta (YSY A), el principal creador del torneo, y el lugar donde se realizaban las batallas, el cual estaba ubicado en el anfiteatro, crearon un "aura de miticidad" dentro de la competencia. El Quinto Escalón llegó a superar a competencias más renombradas y antiguas de batallas de rap, como la BDM o a Cara de Perro Zoo.
Luego de la finalización de la competencia en noviembre de 2017, muchos participantes de la competencia decidieron lanzar sus carreras musicales, entre ellos, el propio Acosta (ahora nombrado como YSY A), y Duki, quienes formaron un trío junto a Neo Pistea, bajo el nombre de Modo Diablo, y quienes decidieron impulsar el género de trap en la escena musical argentina. Duki, más tarde, sería uno de los artistas revelación del año, al conseguir más de 100 millones de visitas con su canción She Don't Give a Fo, lanzando luego dos álbumes de estudio y consolidándose como uno de los artistas más importantes del país. YSY A, por otro lado, también llegaría a lanzar dos álbumes de estudio, y conformaría un sello discográfico y toures totalmente autogestionados por él mismo, sin ayudas de principales sellos discográficos. Otros artistas que también lograrían destacarse luego de sus participaciones en el Quinto, serían Trueno, Lit Killah y Wos, todos llegando a lanzar álbumes y pudiendo colocarse entre los principales puestos de las listas de éxitos. De estos también surgiría Bizarrap, un productor musical, que empezó a ganar popularidad por sus compilados subidos a YouTube de momentos graciosos que ocurrían en las batallas, a los cuales llamaba "Combo Loco", y que a día de la fecha es el artista argentino con más reproducciones en el mundo.

## Ganadores por fecha
TEMPORADA 2012
- Fecha 1:

Campeón: Alejo Subcampeón: Midel
Fecha 2:
Campeón: MKS Subcampeón: Toto
- Fecha 3:

Campeón: Underdann Subcampeón: Klave
TEMPORADA 2015
- Fecha 1: -

- Fecha 2:

Campeón: Cober Subcampeón: Kusa
- Fecha 3:

Campeón: Wolf Subcampeón: Midel
- Fecha 4:

Campeón: Wolf Subcampeón: Nacho
- Fecha 5:

Campeón: Juani Subcampeón: Dani
- Fecha 6:

Campeón: Wolf Subcampeón: Nacho
- Fecha 7:

Campeón: Genas Subcampeón: Wolf
- Fecha 8:

Campeón: Wolf Subcampeón: Tink
ESPECIALES 2016:
- Especial #TodosPorAcru:

Campeón: Klan Subcampeón: Wolf
- 2vs2:

Campeones: Replik & Ive Subcampeones: Kadul & Beelze
- 3vs3:

Campeones: AUGE Team (Ecko, Nacho, Dam) Subcampeones: TNC Team
- Especial 4x4:

Campeón: MKS Subcampeón: Klan
- Especial 2vs2:

Campeones: Wolf & Klan Subcampeones: MKS & Alejo
- Especial GMTM:

Campeón: Replik Subcampeones: Luchito - Tesis - Nero - Muphasa 
- Especial 2vs2:

Campeones: Wos & Mamba Subcampeones: Nash & Bull 
- Especial 2v2:

Campeones: Klan & Replik Subcampeones: Trueno & Underdann 
- Especial 2vs2

Campeones: Dani & Mamba Subcampeones: Nacho & Ecko

TEMPORADA 2016:
- Fecha 1:

Campeón: Klan Subcampeón: Martha
- Fecha 2:

Campeón: MKS Subcampeón: Wolf 
- Fecha 3:

Campeón: MP Subcampeón: Compás
- Fecha 4:

Campeón: MKS Subcampeón: Underdann
- Fecha 5:

Campeón: Antwan Subcampeón: Beelze
- Fecha 6:

Campeón: Duki Subcampeón: Nacho
- Fecha 7:

Campeón: MKS Subcampeón: Ecko
- Fecha 8:

Campeón: Klan Subcampeón: MKS
- Final:

Campeón: Wos Subcampeón: Klan

TEMPORADA 2017:
- Pretemporada:

Campeón: Sony Subcampeón: Dani
- Pretemporada 2vs2:

Campeones: Klan & Replik Subcampeones: MKS & Duki 
- Especial 2vs2:

Campeones: Klan & MKS Subcampeones: Nacho & Tuqu 
- Fecha 1:

Campeón: Dani Subcampeón: Ecko 
- Fecha 2:

Campeón: Wos Subcampeón: Luchito 
- Fecha 3:

Campeón: Replik Subcampeón: MKS 
- Fecha 4:

Campeón: Acru Subcampeón: MKS 
- Fecha 5:

Campeón: Replik Subcampeón: MKS 
- Fecha 6:

Campeón: Lit Killah Subcampeón: Replik 
- Fecha 7:

Campeón: Lit Killah Subcampeón: Dani 
- Fecha 8:

Campeón: Wos Subcampeón: Klan 
- Final:

Campeón: MKS Subcampeones: Lit Killah - Wos  
Último evento:
- "El Quinto Escalón: El Final":

Campeón: Dtoke Subcampeón: Wos

## Temporada 2017
Tabla de posiciones
| # | MC                      | Pts. |
| - | ----------------------- | ---- |
| 1 | MKS                     | 20   |
| 2 | LIT killah Wos          | 19   |
| 4 | Dani Replik             | 18   |
| 6 | Nacho                   | 10   |
| 7 | Klan Dozer Beelze Tiago | 09   |

Campeones por Fecha:
| Fecha | Ganador    | Segundo puesto |
| ----- | ---------- | -------------- |
| 1     | Dani       | Ecko           |
| 2     | Wos        | Luchito        |
| 3     | Replik     | MKS            |
| 4     | Acru       | MKS            |
| 5     | Replik     | MKS            |
| 6     | LIT killah | Replik         |
| 7     | LIT killah | Dani           |
| 8     | Wos        | Klan           |

Fechas Especiales:
Estas fechas incluyen especiales de 2 vs 2, 3 vs 3, etc.
| Fecha           | Ganador    | Segundo puesto |
| --------------- | ---------- | -------------- |
| Especial 2 vs 2 | Klan / MKS | Nacho / Tuqu   |

### El Quinto Escalón (El Final)
Este sería el último torneo de toda la historia del Quinto Escalón, en el cual participaron 32 MC´s, entre ellos estaban los 32 MC´s que participaron en las fechas anteriores y 8 MC´s internacionales, donde salió campeón Dtoke.
Cuadro de desarrollo
|  | Dieciseisavos de final | Dieciseisavos de final |         |      | Octavos de final  | Octavos de final  |  |  | Cuartos de final | Cuartos de final |  |  | Semifinal | Semifinal |  |  | Final | Final |
|  |                        |                        |         |      |                   |                   |  |  |                  |                  |  |  |           |           |  |  |       |       |
|  |                        |                        |         |      |                   |                   |  |  |                  |                  |  |  |           |           |  |  |       |       |
|  |                        |                        |         |      |                   |                   |  |  |                  |                  |  |  |           |           |  |  |       |       |
|  | Jony B                 | 2                      |         |      |                   |                   |  |  |                  |                  |  |  |           |           |  |  |       |       |
|  | Jony B                 | 2                      |         |      |                   |                   |  |  |                  |                  |  |  |           |           |  |  |       |       |
|  | Midel                  | X                      |         |      |                   |                   |  |  |                  |                  |  |  |           |           |  |  |       |       |
|  | Midel                  | X                      | MP      | 2    |                   |                   |  |  |                  |                  |  |  |           |           |  |  |       |       |
|  |                        |                        | MP      | 2    |                   |                   |  |  |                  |                  |  |  |           |           |  |  |       |       |
|  |                        | Jony B                 | X       |      |                   |                   |  |  |                  |                  |  |  |           |           |  |  |       |       |
|  | MP                     | Jony B                 | X       | 2    |                   |                   |  |  |                  |                  |  |  |           |           |  |  |       |       |
|  | MP                     |                        |         | 2    |                   |                   |  |  |                  |                  |  |  |           |           |  |  |       |       |
|  | Valles T               | X                      |         |      |                   |                   |  |  |                  |                  |  |  |           |           |  |  |       |       |
|  | Valles T               | X                      | Dtoke   | 3    |                   |                   |  |  |                  |                  |  |  |           |           |  |  |       |       |
|  |                        |                        | Dtoke   | 3    |                   |                   |  |  |                  |                  |  |  |           |           |  |  |       |       |
|  |                        | MP                     | 0       |      |                   |                   |  |  |                  |                  |  |  |           |           |  |  |       |       |
|  | Sony                   | MP                     | 0       | 2    |                   |                   |  |  |                  |                  |  |  |           |           |  |  |       |       |
|  | Sony                   |                        |         | 2    |                   |                   |  |  |                  |                  |  |  |           |           |  |  |       |       |
|  | Nacho                  | X                      |         |      |                   |                   |  |  |                  |                  |  |  |           |           |  |  |       |       |
|  | Nacho                  | X                      | Dtoke   | 2    |                   |                   |  |  |                  |                  |  |  |           |           |  |  |       |       |
|  |                        |                        | Dtoke   | 2    |                   |                   |  |  |                  |                  |  |  |           |           |  |  |       |       |
|  |                        | Sony                   | X       |      |                   |                   |  |  |                  |                  |  |  |           |           |  |  |       |       |
|  | Dtoke                  | Sony                   | X       | 2    |                   |                   |  |  |                  |                  |  |  |           |           |  |  |       |       |
|  | Dtoke                  |                        |         | 2    |                   |                   |  |  |                  |                  |  |  |           |           |  |  |       |       |
|  | Tiago                  | X                      |         |      |                   |                   |  |  |                  |                  |  |  |           |           |  |  |       |       |
|  | Tiago                  | X                      | Dtoke   | 3    |                   |                   |  |  |                  |                  |  |  |           |           |  |  |       |       |
|  |                        |                        | Dtoke   | 3    |                   |                   |  |  |                  |                  |  |  |           |           |  |  |       |       |
|  |                        | MKS                    | 0       |      |                   |                   |  |  |                  |                  |  |  |           |           |  |  |       |       |
|  | MKS                    | MKS                    | 0       | 3    |                   |                   |  |  |                  |                  |  |  |           |           |  |  |       |       |
|  | MKS                    |                        |         | 3    |                   |                   |  |  |                  |                  |  |  |           |           |  |  |       |       |
|  | Tata                   | 0                      |         |      |                   |                   |  |  |                  |                  |  |  |           |           |  |  |       |       |
|  | Tata                   | 0                      | MKS     | 2    |                   |                   |  |  |                  |                  |  |  |           |           |  |  |       |       |
|  |                        |                        | MKS     | 2    |                   |                   |  |  |                  |                  |  |  |           |           |  |  |       |       |
|  |                        | Jota                   | X       |      |                   |                   |  |  |                  |                  |  |  |           |           |  |  |       |       |
|  | Jota                   | Jota                   | X       | 3    |                   |                   |  |  |                  |                  |  |  |           |           |  |  |       |       |
|  | Jota                   |                        |         | 3    |                   |                   |  |  |                  |                  |  |  |           |           |  |  |       |       |
|  | Klan                   | 0                      |         |      |                   |                   |  |  |                  |                  |  |  |           |           |  |  |       |       |
|  | Klan                   | 0                      | MKS     | 2    |                   |                   |  |  |                  |                  |  |  |           |           |  |  |       |       |
|  |                        |                        | MKS     | 2    |                   |                   |  |  |                  |                  |  |  |           |           |  |  |       |       |
|  |                        | Ecko                   | X       |      |                   |                   |  |  |                  |                  |  |  |           |           |  |  |       |       |
|  | Tuqu                   | Ecko                   | X       | X(2) |                   |                   |  |  |                  |                  |  |  |           |           |  |  |       |       |
|  | Tuqu                   |                        |         | X(2) |                   |                   |  |  |                  |                  |  |  |           |           |  |  |       |       |
|  | Teorema                | 1(1)                   |         |      |                   |                   |  |  |                  |                  |  |  |           |           |  |  |       |       |
|  | Teorema                | 1(1)                   | Ecko    | X(3) |                   |                   |  |  |                  |                  |  |  |           |           |  |  |       |       |
|  |                        |                        | Ecko    | X(3) |                   |                   |  |  |                  |                  |  |  |           |           |  |  |       |       |
|  |                        | Tuqu                   | 1(0)    |      |                   |                   |  |  |                  |                  |  |  |           |           |  |  |       |       |
|  | Ecko                   | Tuqu                   | 1(0)    | 3    |                   |                   |  |  |                  |                  |  |  |           |           |  |  |       |       |
|  | Ecko                   |                        |         | 3    |                   |                   |  |  |                  |                  |  |  |           |           |  |  |       |       |
|  | Dani                   | 0                      |         |      |                   |                   |  |  |                  |                  |  |  |           |           |  |  |       |       |
|  | Dani                   | 0                      | Dtoke   | 2    |                   |                   |  |  |                  |                  |  |  |           |           |  |  |       |       |
|  |                        |                        | Dtoke   | 2    |                   |                   |  |  |                  |                  |  |  |           |           |  |  |       |       |
|  |                        | Wos                    | X       |      |                   |                   |  |  |                  |                  |  |  |           |           |  |  |       |       |
|  | Wos                    | Wos                    | X       | 3    |                   |                   |  |  |                  |                  |  |  |           |           |  |  |       |       |
|  | Wos                    |                        |         | 3    |                   |                   |  |  |                  |                  |  |  |           |           |  |  |       |       |
|  | Dam                    | 0                      |         |      |                   |                   |  |  |                  |                  |  |  |           |           |  |  |       |       |
|  | Dam                    | 0                      | Wos     | 1(3) |                   |                   |  |  |                  |                  |  |  |           |           |  |  |       |       |
|  |                        |                        | Wos     | 1(3) |                   |                   |  |  |                  |                  |  |  |           |           |  |  |       |       |
|  |                        | Force                  | X(0)    |      |                   |                   |  |  |                  |                  |  |  |           |           |  |  |       |       |
|  | Force                  | Force                  | X(0)    | X(3) |                   |                   |  |  |                  |                  |  |  |           |           |  |  |       |       |
|  | Force                  |                        |         | X(3) |                   |                   |  |  |                  |                  |  |  |           |           |  |  |       |       |
|  | Cacha                  | X(0)                   |         |      |                   |                   |  |  |                  |                  |  |  |           |           |  |  |       |       |
|  | Cacha                  | X(0)                   | Wos     | X(3) |                   |                   |  |  |                  |                  |  |  |           |           |  |  |       |       |
|  |                        |                        | Wos     | X(3) |                   |                   |  |  |                  |                  |  |  |           |           |  |  |       |       |
|  |                        | Stigma                 | X(0)    |      |                   |                   |  |  |                  |                  |  |  |           |           |  |  |       |       |
|  | Stigma                 | Stigma                 | X(0)    | 3    |                   |                   |  |  |                  |                  |  |  |           |           |  |  |       |       |
|  | Stigma                 |                        |         | 3    |                   |                   |  |  |                  |                  |  |  |           |           |  |  |       |       |
|  | Beelze                 | 0                      |         |      |                   |                   |  |  |                  |                  |  |  |           |           |  |  |       |       |
|  | Beelze                 | 0                      | Stigma  | 1(2) |                   |                   |  |  |                  |                  |  |  |           |           |  |  |       |       |
|  |                        |                        | Stigma  | 1(2) |                   |                   |  |  |                  |                  |  |  |           |           |  |  |       |       |
|  |                        | Mamba                  | X(X)    |      |                   |                   |  |  |                  |                  |  |  |           |           |  |  |       |       |
|  | Mamba                  | Mamba                  | X(X)    | X(2) |                   |                   |  |  |                  |                  |  |  |           |           |  |  |       |       |
|  | Mamba                  |                        |         | X(2) |                   |                   |  |  |                  |                  |  |  |           |           |  |  |       |       |
|  | Mcklopedia             | 1(1)                   |         |      |                   |                   |  |  |                  |                  |  |  |           |           |  |  |       |       |
|  | Mcklopedia             | 1(1)                   | Wos     | 3    |                   |                   |  |  |                  |                  |  |  |           |           |  |  |       |       |
|  |                        |                        | Wos     | 3    |                   |                   |  |  |                  |                  |  |  |           |           |  |  |       |       |
|  |                        | Replik                 | 0       |      | Batalla más vista | Batalla más vista |  |  |                  |                  |  |  |           |           |  |  |       |       |
|  | Replik                 | Replik                 | 0       | 1(2) | Batalla más vista | Batalla más vista |  |  |                  |                  |  |  |           |           |  |  |       |       |
|  | Replik                 |                        |         | 1(2) |                   |                   |  |  |                  |                  |  |  |           |           |  |  |       |       |
|  | Wolf                   | X(1)                   |         |      |                   |                   |  |  |                  |                  |  |  |           |           |  |  |       |       |
|  | Wolf                   | X(1)                   | Replik  | 2    | Dtoke             | 1                 |  |  |                  |                  |  |  |           |           |  |  |       |       |
|  |                        |                        | Replik  | 2    | Dtoke             | 1                 |  |  |                  |                  |  |  |           |           |  |  |       |       |
|  |                        | Luchito                | X       |      | Sony              | 0                 |  |  |                  |                  |  |  |           |           |  |  |       |       |
|  | Luchito                | Luchito                | X       | X(2) | Sony              | 0                 |  |  |                  |                  |  |  |           |           |  |  |       |       |
|  | Luchito                |                        |         | X(2) |                   |                   |  |  |                  |                  |  |  |           |           |  |  |       |       |
|  | Shair                  | 1(1)                   |         |      |                   |                   |  |  |                  |                  |  |  |           |           |  |  |       |       |
|  | Shair                  | 1(1)                   | Replik  | 2    |                   |                   |  |  |                  |                  |  |  |           |           |  |  |       |       |
|  |                        |                        | Replik  | 2    |                   |                   |  |  |                  |                  |  |  |           |           |  |  |       |       |
|  |                        | Dominic                | 1       |      |                   |                   |  |  |                  |                  |  |  |           |           |  |  |       |       |
|  | Dominic                | Dominic                | 1       | 2    |                   |                   |  |  |                  |                  |  |  |           |           |  |  |       |       |
|  | Dominic                |                        |         | 2    |                   |                   |  |  |                  |                  |  |  |           |           |  |  |       |       |
|  | Trueno                 | X                      |         |      |                   |                   |  |  |                  |                  |  |  |           |           |  |  |       |       |
|  | Trueno                 | X                      | Dominic | 3    |                   |                   |  |  |                  |                  |  |  |           |           |  |  |       |       |
|  |                        |                        | Dominic | 3    |                   |                   |  |  |                  |                  |  |  |           |           |  |  |       |       |
|  |                        | Dozer                  | 0       |      |                   |                   |  |  |                  |                  |  |  |           |           |  |  |       |       |
|  | Dozer                  | Dozer                  | 0       | X(3) |                   |                   |  |  |                  |                  |  |  |           |           |  |  |       |       |
|  | Dozer                  |                        |         | X(3) |                   |                   |  |  |                  |                  |  |  |           |           |  |  |       |       |
|  | Lit killah             | X(0)                   |         |      |                   |                   |  |  |                  |                  |  |  |           |           |  |  |       |       |
|  | Lit killah             | X(0)                   |         |      |                   |                   |  |  |                  |                  |  |  |           |           |  |  |       |       |

- X representa la réplica en cada batalla.
- StarStriker fue eliminado por prepas
- En paréntesis el resultado de dicha réplica.
- Los números son puestos para identificar el voto de cada juez (En el evento del Quinto Escalón-El Final, y su decisión de los jueces ya estaba confirmada por tres jueces).

## Modalidades
Hay varias modalidades de competencia que organizaba el Quinto Escalón a lo largo de la temporada. Algunas de ellas son:

### 1vs1
Es el estilo de batalla más común. Un MC se mide contra el otro. Se hace piedra, papel o tijera y el que gana elige si comienza él o su contrincante. Cada MC tiene que improvisar en 12 compases y lograr una aceptación masiva en la plaza; cuando uno termina, comienza su contrincante. Al terminar, el jurado elige a un ganador, o puede dar réplica, lo que equivale a un empate. En ese caso la batalla debe seguir una vuelta más. Si esto sucede, el que rapeó último ahora debe comenzar. Si se llega a una tercera réplica, la batalla entra en el 4x4. En esta instancia los MCs rapean intercaladamente por tiempo indefinido, cuatro compases cada uno. Los jurados deben levantar su mano cuando tienen elegido al ganador. Cuando todos los jurados levantan la mano, la batalla termina.
Actual ganador : MKS

### 2vs2
Funciona similar al 1vs1, pero en equipos de dos contra dos. Rapea el primer integrante del primer equipo, luego el primer integrante del segundo equipo, después el segundo integrante del primer equipo, y por último el segundo integrante del segundo equipo. El jurado vota usando el mismo sistema que en el 1vs1. En semifinal y final, la primera réplica también suele ser obligatoria. Cuando se llega al 4x4, cada equipo debe elegir a un delegado para que compita.
Actual Campeón : Klan & Replik

### 3vs3
Utiliza el mismo sistema que el 2vs2, pero con un integrante más. Así, cuando los tres integrantes de cada equipo terminan de rapear intercaladamente, el jurado vota. En semifinal y final, la primera réplica también suele ser obligatoria. Cuando se llega al 4x4, cada equipo debe elegir a un delegado para que compita.
Actual Campeón : Auge Team (Dam, Nacho y Ecko)

### 1vs1 4x4
En las ediciones 4x4 de 1vs1, se suelen dar 40 o 60 segundos, y durante este tiempo los dos MCs deben rapear intercaladamente cuatro compases cada uno. A la tercera réplica, se hace el 4x4 por tiempo indefinido, y el jurado levanta la mano cuando haya tomado una decisión. Cuando todos los jurados levantan la mano, la batalla termina y se vota al ganador.

### 2vs2 4x4
Es el mismo sistema que el 1vs1 4x4, pero con equipos de dos integrantes.

### 3vs3 4x4
Este formato se realizó dos veces en la historia del Quinto Escalón, durante el 2016 y 2017, utilizando este formato como cierre del evento.
La competencia se realiza con un 1vs1 convencional, hasta que se llegue a una cantidad de MCs pautada previamente. En el caso de la edición del 2016, fueron 5 MCs.
Cuando se llega a ese número, pasan primero dos de los cinco MCs a competir entre sí, y los demás forman una fila. A partir de ahí comienza un sistema de "ganador queda en cancha" que termina cuando uno de los MCs ha logrado vencer a todos los demás. El primero que lo logra se convierte en el campeón.
Actual Campeón : Replik

### 2vs1
Este formato se realizó sólo una vez en la historia del Quinto Escalón, durante el 2016.
Los MCs se anotan con equipos de a dos. Cuando les toca competir, hacen piedra papel o tijera. El que gana elige si su equipo empieza con un solo MC, contra los dos del rival, o con los dos MCs, contra uno solo del rival. En el caso del equipo que compite con un solo MC, el equipo elige internamente quién va a ser el MC que pasa. El ganador del piedra, papel o tijera también elige quién empieza. El MC que rapea solo tendrá 12 o 16 compases, y el equipo con dos participantes, compartirá esos 12 o 16 compases de la manera que elija.
Si el jurado vota réplica, la situación se invierte. El equipo en el que rapearon ambos integrantes, debe elegir qué MC va a pasar. Por el otro lado, el equipo en el que un MC rapeó solo, recupera a su compañero.
En caso de una segunda réplica, se vuelve a hacer un piedra, papel o tijera, y el ganador vuelve a elegir si su equipo compite con un solo MC contra los dos del rival, o viceversa. En esta instancia, el equipo que pase con un solo MC, no puede repetir el MC elegido en la ronda anterior; debe pasar el otro. En esta instancia la modalidad es 4x4 y la competencia termina cuando el jurado levanta la mano.
Actual Campeón : Klan & Replik